# Lindon (Utah)
Lindon é uma cidade localizada no estado norte-americano de Utah, no Condado de Utah.

## Demografia
Segundo o censo norte-americano de 2000, a sua população era de 8363 habitantes.
Em 2006, foi estimada uma população de 9758, um aumento de 1395 (16.7%).

## Geografia
De acordo com o United States Census Bureau tem uma área de
22,2 km², dos quais 21,7 km² cobertos por terra e 0,5 km² cobertos por água.

## Localidades na vizinhança
O diagrama seguinte representa as localidades num raio de 12 km ao redor de Lindon.